# Laura Caluori
Laura Caluori (* 6. Juli 1994 in Uzwil) ist eine Schweizer Beachvolleyball- und ehemalige Volleyballspielerin.

## Karriere Halle
Caluori ist die Tochter eines Handballers und einer Volleyballerin, ihre Schwestern Livia und Vera spielen ebenfalls Volleyball. Sie begann ihre Karriere bei Volley Toggenburg. Mit dem Verein hatte sie auch ihre ersten Einsätze als Diagonalangreiferin in der Nationalliga A. Anschließend spielte sie mit ihren Schwestern beim VBC Aadorf. Außerdem war sie Kapitänin der Schweizer Juniorinnen-Nationalmannschaft. 2014 absolvierte Caluori, die an der Pädagogischen Hochschule Zürich studierte, ein Auslandssemester an der University of Minnesota und kam in der dortigen Universitätsmannschaft zum Einsatz. 2015 wechselte sie zu TS Volley Düdingen, wo sie als Aussenangreiferin spielte.

## Karriere Beach
2015 absolvierte Caluori ihre ersten nationalen Beachvolleyball-Turniere in Rorschach und Bern mit Tanya Guerra Arias-Schmocker und spielte die U22-Europameisterschaft in Macedo de Cavaleiros mit Dunja Gerson. 2016 bildete sie ein neues Duo mit Elena Steinemann. Caluori/Steinemann traten außerhalb der nationalen Turniere auch beim Major-Turnier der FIVB World Tour in Gstaad, den CEV-Turnieren in Baden, Messina und Kisakallio sowie bei der Studierenden-Weltmeisterschaft in Pärnu an. 2017 gelangen ihnen auf der Coop Beachtour ein Sieg in Olten und weitere Top-5-Ergebnisse. International waren sie auf der FIVB World Tour bei den Turnieren in Den Haag (3 Sterne) und Gstaad (5 Sterne) dabei und wurden Neunte beim 1-Stern-Turnier in Agadir. Danach spielte Caluori noch die Satellite-Turniere in Vaduz mit Zoé Vergé-Dépré und Satu Mare mit Nicole Eiholzer. Mit Ines Egger erreichte sie die Endspiele der nationalen Turniere in Rorschach und Bern.
2018 wurde Gerson Caluoris feste Partnerin und sie war nun regelmässig auf der World Tour aktiv. Top-Ten-Ergebnisse erzielten Caluori/Gerson bei den kleineren Turnieren als Neunte in Mersin und Qinzhou (je 3 Sterne) sowie Fünfte in Jinjiang (2 Sterne) und Montpellier (1 Stern). Bei der Europameisterschaft in den Niederlanden schieden sie in der Vorrunde aus. Auf der nationalen Tour erreichten sie 2018 u. a. das Finale in Locarno. Auf der World Tour 2019 gewannen sie als Dritte in Aydın ihre erste internationale Medaille und wurden jeweils Neunte in Nantong und Nanjing (jeweils 2 Sterne). Die EM in Moskau endete für sie hingegen wieder in der Vorrunde. Anschliessend nahmen sie an den World Tour Finals in Rom teil. Auf der Coop Beachtour 2019 kamen sie ins Endspiel des Turniers in Rorschach und qualifizierten sich für die Schweizer Beachvolleyball-Meisterschaft 2019, bei der sie im Viertelfinale ausschieden.
2020 spielte Caluori mit Anna Lutz, aber wegen der Auswirkungen der COVID-19-Pandemie nahmen sie international nur am 1-Stern-Turnier in Baden teil und national gab es keine Wettbewerbe. Im Januar 2021 trat Caluori mit der deutschen Spielerin Leonie Körtzinger bei der ersten Ausgabe der German Beach Trophy an, wo sie den vierten Platz der Hauptrunde erreichte, aber auf die Playoffs verzichtete. Bei der zweiten Ausgabe des Wettbewerbs im März 2021 spielt sie mit Lutz.